# پارک ملی استانی تاما کیوریو
پارک ملی استانی تاما کیوریو (به ژاپنی: 都立多摩丘陵自然公園, Toritsu Tama Kyūryō shizen kōen)، یک پارک طبیعی استانی در غرب توکیو منطقه تاما، ژاپن است. این پارک که در سال ۱۹۵۰ تأسیس شد، نام خود را از تپه‌های تاما گرفته‌است که در مان‌یوشو جشن گرفته می‌شود. این پارک چشم‌اندازی به پارک ملی چیچیبو تاما کای دارد.